# Tuora nephta
Tuora nephta är en stekelart som beskrevs av Mikhail Vasilievich Kozlov 1976. Tuora nephta ingår i släktet Tuora och familjen Scelionidae. Inga underarter finns listade i Catalogue of Life.